# Punk!
Punk! ist eine US-amerikanische Subkultur-Studie über den Alltag zweier Punks aus Salt Lake City mit komödiantischen und dramatischen Elementen von Regisseur James Merendino mit Matthew Lillard in der Hauptrolle. Der Film erschien am 24. September 1998 in Deutschland (vor der amerikanischen Veröffentlichung am 22. Januar 1999). Der deutsche Schauspieler Til Schweiger ist in einer Nebenrolle zu sehen.

## Handlung
Stevo und sein bester Freund Heroin-Bob sind die ersten Punks im Salt Lake City von 1985. Zu Beginn des Films sieht man sie wie sie aus dem Hinterhalt gestürmt kommen und zwei Männer, ihrer Ansicht nach Rednecks, mit Metallstangen niederprügeln und schnell verschwinden.
Die Geschichte spielt im Jahr 1985. Die beiden leben in einem heruntergekommenen Fabrikgebäude mit politischen und meist anarchistischen Parolen an den Wänden. Bob, der zunächst den Eindruck erweckt, er sei verrückt, schlägt sich seine Hand blutig, in dem er einen Spiegel einschlägt. Da er die Wunde nur notdürftig mit einem alten T-Shirt verarztet, entzündet sie sich. Heroin-Bob, dessen Spitzname ironischerweise daher rührt, dass er Drogen hasst und vor allem Nadeln, wird von seinen Freunden zum Arzt gebracht. Im Wartezimmer wird ein weiterer Charakter eingeführt: Mike, ein Freund der beiden Punks, der deren politische Einstellung teilt, jedoch nicht offensichtlich zur Schau stellt. Obwohl er sich sehr nett und freundlich verhält, setzt sich eine Frau mit ihrer Tochter um, um nichts mit den beiden Anarchisten zu tun haben zu müssen.
Rückblickend folgt eine Art aufklärender Monolog über Heroin-Bobs Abneigung Drogen gegenüber und eine Episode über Sean, einen Dealer, dessen eigene Drogen ihn in den Wahnsinn treiben. Sean hält Bob im Acid-Rausch für Jesus und berichtet ihm, dass er versucht hat seine Mutter zu töten, weil er dachte, sie sei der Teufel. Hier werden auch die „Mods“ zum ersten Mal erwähnt, die einer anderen Bewegung angehören.
Bob wird derweil in der Quarantäne-Station untergebracht, da sich in der Infektion ein lebensbedrohliches Virus entwickelt hat.
Stevo und Bob sind beide College-Absolventen. Ihr Plan war es, dort für so viel Anarchie und Chaos zu sorgen wie möglich, Stevos Noten sind allerdings überdurchschnittlich gut. Über Bobs Leistungen in Chemie erfährt man nichts.
In einem weiteren Rückblick folgt ein Gespräch mit Stevos reichen Eltern, aus dem hervorgeht, dass seine Eltern als junge Erwachsene Hippies waren. Nun versuchen sie ihrem Sohn zu erklären, dass sie sein politisches Engagement zwar zu schätzen wissen. Doch sein Äußeres würde man an der Ostküste niemals verstehen. Aufgrund der Unglaubwürdigkeit dieses Vortrages verabschiedet sich Stevo pubertär mit den Worten „...but I’m 18 and for the first time in my life I can say: Fuck you!“ („...aber ich bin 18 und kann nun zum ersten Mal in meinem Leben sagen: Fuck You!!“).
Zurück im Hier und Jetzt des Jahres 1985 sind nun mehr Punks unterwegs. Die meisten von ihnen sind zwar nur der Musik oder der Mode wegen Punk. Doch Stevo und Heroin-Bob, stechen nun nicht mehr aus der Menge hervor. Fiktionsbrechend erläutert Stevo nun den Unterschied zwischen seiner Ansicht von Anarchie und der der „Fashion-Victims“: „You don’t live your life by lyrics“ („Aber du lebst doch nicht dein Leben nach Songtexten“). Seiner Aussage nach findet er dieses Verstellen traurig und er distanziert sich von den amerikanischen „Hicks“.
Auf einem wilden Punk-Konzert einer englischen Band ist auch Mark, ein europäischer Bekannter dabei, von dem keiner wirklich viel weiß, außer dass er seine Familie angeblich in einem Flugzeugabsturz verloren hat und seitdem von den Versicherungsgeldern lebt. Da er immer Marihuana und Acid hat, wird er geduldet. Heroin-Bob fängt eine Schlägerei an und Mike richtet den Bodyguard der Band übel zu. Eine Massenschlägerei bricht aus, die sich mit dem Eintreffen der Polizei aber gegen die Beamten richtet. Die Band gib auf der After-Show-Party an, dass sie nicht mehr in Salt Lake City spielen werden, da ihnen die Stadt zu brutal ist, was Bob als Kompliment auffasst. Mark macht sich auf der Party über das Statement der Punks lustig, als er von Bob auf sein schickes Hemd angesprochen wird.
Es ist der letzte Tag der drei Wochen Quarantäne und Heroin-Bobs Freunde besuchen ihn. Niemand hatte ihn sonst besucht.
Die erste von drei Partys findet statt. In der Wohnung Stevos stellt dieser Mark dem Zuschauer genauer vor. Mark gibt gerne mit den – teilweise sinnlosen – Dingen, die er kauft, an. Mark behauptet nur in Utah zu sein, weil er 2 Männer in Miami getötet hat. Mark schildert den Flugzeugabsturz in seiner Kindheit und beginnt sich selbst in Rage zu reden. Er bezichtigt Bob, Gras von ihm gestohlen zu haben und bedroht ihn mit einem riesigen Revolver. Bob ist natürlich unschuldig, man versöhnt sich und geht gemeinsam ein Auto klauen, um es schließlich im Salzsee untergehen zu lassen, was zu Marks Ärgernis nicht funktioniert.
Der Erzählstrang setzt sich auf der Party fort und Jennifer, Sandy und John The Mod werden vorgestellt. Mods und Punks können sich zwar generell nicht besonders gut leiden. John jedoch bewege sich in ihren Kreisen wie ein Diplomat. Auf die Frage, woher Stevo das Bier habe, wird eine weitere Episode eingeschoben:
Da das Bier in Supermärkten in Utah aus religiösen Gründen unverständlicherweise schwach ist, kauft man es in „Liquor Stores“, wo die Punks jedes Mal in Schwierigkeiten mit den Cops geraten, oder in Wyoming. Zusammen mit Eddie fahren Stevo und Bob nach Wyoming. Eddie macht einen homosexuellen Eindruck und wurde deswegen bereits öfters verprügelt. In Wahrheit versucht er nur sich interessanter zu machen, um mehr Erfolg bei Frauen zu erzielen. Im Liquor Store treffen die drei auf den alten Verkäufer, der sie für Psychiatrie-Insassen hält. Sie geben an aus England zu sein und werden geduldet. Sie werden Zeuge einer Konversation zwischen zwei anderen Kunden, die sich über Satanskult unterhalten. Stevo täuscht eine Art Anfall vor und entblößt sein Hinterteil mit den eintätowierten Ziffern 666. Sie müssen vor dem Besitzer fliehen, da er sie erschießen will.
Die Party geht weiter und es wird deutlich, dass Bob in Trish verliebt ist. Rednecks tauchen auf und eine weitere Schlägerei beginnt, eine weitere Episode erklärt, warum Schlägereien zum Leben gehören. Einzelne Gruppen werden aus der Sicht der Punks analysiert und eine Rangordnung aufgestellt.
Obwohl Heroin-Bob gegen das System ist, bewundert er Trish, die einen Head-Shop besitzt. Mark betritt den Laden und erklärt, er gehe nach Florida zurück, er komme aber sicherlich zurück. Bob verfällt Trish immer mehr, gehorcht ihr blind. Auf der Party hatte Trish ihn für 36 $ erworben. Stevo setzt seinen Weg nach Hause alleine fort und trifft seinen Vater, der im Porsche vorbeifährt, der ihm berichtet, dass er an der Harvard Law School angenommen wurde. Stevo hatte sich dort nie beworben. Zusammen fahren sie essen. Stevo macht sich Gedanken darüber, warum er trotz seiner ablehnenden und destruktiven Haltung immer den Ehrgeiz hatte für gute Noten zu lernen oder wenigstens abzuschreiben.
Zusammen mit Sandy trifft Stevo Sean, der zuvor gezeigt wurde auf der Straße. Er ist mittlerweile Bettler und kann sich nicht an Stevo erinnern. Stevo gibt vor es eilig zu haben, um sich die traurige Erscheinung nicht länger ansehen zu müssen und es bedrückt ihn, dass er „die Wahrheit ignoriert“. Erste Zweifel kommen auf.
Stevo und Sandy nehmen Acid in einem Park: Fazit: „Schönheit ist das Ende!“ („Beauty is the end!“) Zuhause beschimpft Stevo Bob als einen „Poser“, da er sich in Trish verliebt hat. Eigentlich ist er es jedoch müde, immer nur zwischen echten Punks und Posern unterscheiden zu müssen und es macht ihn traurig, seine eigene Glaubensgrundlage zerbröckeln zu sehen.
Eine Party bei Jennifer bringt Stevo zu Jennifers Bruder Chris („definately a hippie“), der sie dazu gebracht hat, ihre Medikamente aufzugeben. In der Wohnung, die wie eine Kommune ist, befinden sich eine Menge außergewöhnliche Menschen wie zum Beispiel auch ein junger Mann, der noch an diesem Abend beweisen will, dass es keinen Satan gibt. Auf der Party findet Stevo Sandy im Bett mit einem anderen vor und schlägt ihn zusammen. Angeblich nicht, weil er sie liebt, sondern weil sein Territorium verletzt wurde. Selbst sagt er aber, dass er es für Sandy getan hat. Stevos Ideale zerbrechen und zum ersten Mal sagt er es laut: „Scheiß auf die Anarchie!“ („Fuck Anarchy!“)
Seine Selbstzweifel projiziert er nun auf alles, so auch auf seinen Freund Bob, der eine ähnliche Wandlung durchlebt, ist sich dessen aber nicht bewusst, er ist durch die Liebe zu Trish zu geblendet.
Der Freundeskreis zerfällt mehr, als Mike bekannt gibt, dass er Utah verlässt, um zu studieren. Mehr noch ist Stevo erschüttert, dass Mike „einer der ausgeflipptesten, wahnsinnigsten Hardcores“ („one of the most hardcore sons of bitches“) nun Botanik studiert, um „den Regenwald zu retten“.
Zum Geburtstag des Vaters von Bob besuchen ihn die zwei Freunde. Der paranoide, alkoholkranke Vater erkennt seinen Sohn nicht und hält die beiden für CIA-Agenten und schießt auf sie. Sie flüchten. Stevo wusste all die Jahre nichts vom Zustand seines besten Freundes, nun hilft es ihm aber, ihn besser zu verstehen.
Trish will Stevo ihrer Freundin Brandy vorstellen und so treffen sie sich schließlich auf einer Party im Haus der reichen Eltern von Brandy. Stevo verliebt sich auf der Stelle. Auf der Party widmet sich Brandy gänzlich Stevo und vernachlässigt ihre anderen Freunde. Eine Konversation regt Stevo weiter zum Nachdenken an, Brandy lässt Stevo an ihrer Meinung über Punks teilhaben und sieht Stevo nur als einen Uniformierten und somit ganz und gar nicht als Individuum. Doch Stevo ist vielmehr daran interessiert, ob Brandy ihn mag. Bob ist auf derselben Feier und wird von Kopfschmerzen geplagt. Andere Gäste geben ihm Tabletten gegen die Schmerzen. Wie schon zu Beginn des Films zerstört Heroin-Bob einen Spiegel im Badezimmer („Er dreht durch, wenn er betrunken ist“ – „He gets crazy when he’s drunk“). Bob scheint nicht mehr Herr seiner Sinne zu sein und wird von Stevo nach Hause gebracht. Mit den Worten „good night, asshole“ wirft er ihn auf seine Matratze.
Am nächsten Tag muss Stevo feststellen, dass sein Freund Bob tot ist. Wie sich herausstellt, waren die Kopfschmerztabletten von der Feier Drogen. Stevo ist mit der Realität konfrontiert. „Nur Pseudos verrecken“ („Only Posers die“) scheint eine leere Phrase und er bricht in Tränen aus. Die unbeschwerte Jugend ist vorüber und Stevo gibt sich von nun an anders. Er trägt Anzug und Krawatte, die blauen Haare sind abrasiert.
Ein Flashback zeigt, wie die beiden Freunde zum Punk gekommen waren. So wie alle anderen, die sie kritisiert hatten: Bob hatte ihm ein Tape „neuer“ Musik aus Kalifornien vorgespielt. Stevo besucht letztendlich doch die Harvard Law-School und er ist sich dessen bewusst, dass er wie sein Vater ein Teil des Systems sein würde. Ihm wird klar, dass er all die Jahre auch niemand anderer war als ein „ganz beschissener, modischer Pseudo-Arsch“ („god damn trendy ass poser“).

## Charaktere

### Stevo
Stevo (Matthew Lillard) ist die Hauptperson des Films. Er ist ein junger Punk und Sohn reicher Eltern, zu denen er zwar ein gutes Verhältnis hat, mit ihren Lebenseinstellungen kann er aber nicht konform gehen. Zusammen mit seinem besten Freund Heroin-Bob lebt er in einem spartanisch eingerichteten, ungeheizten Haus in Salt Lake City. Stevo liebt Anarchie und Chaos, seine Einstellung ändert sich jedoch zum Ende des Films. Stevo fühlt sich anfangs zu Sandy hingezogen, später dann zu Brandy. Stevo hat Jura in Salt Lake City studiert und setzt dieses Studium später an der Harvard Law School fort.

### Bob
Bob (Michael A. Goorjian) ist Stevos bester Freund und ebenso Punk. Er und Stevo kennen sich seit früher Jugend und sind gemeinsam zur Punk-Bewegung gekommen. Bobs Spitzname ist „Heroin-Bob“, da er Drogen und vor allem Nadeln hasst. Ironischerweiser stirbt er schließlich an einer Überdosis Drogen. Er ist Chemie-Student. Heroin-Bob gehorcht Trish blindlings und würde nach eigener Aussage alles für sie tun.

### Mike
Schmiert sich gerne Brote mit Marmelade. Er hängt meistens mit seinen Freunden rum und spielt mit ihnen Gigly-ball.

### Mark
Mark (Til Schweiger) spielt eine Nebenrolle in Punk!. Stevos Satz „Keiner weiß, was er hinter dem eisernen Vorhang getan hat...“ lässt darauf schließen, das er aus der DDR stammt bzw. der ehemaligen UdSSR. Marks ganze Familie kam bei einem Flugzeugabsturz ums Leben und hinterließ ihm eine große Summe Geld, was ihm seinen luxuriösen Lebensstil erlaubt. Mark hat stets Drogen und neigt in gewissen Situationen zu Paranoia.

## Auszeichnungen
- 1999: Mar del Plata Film Festival, Matthew Lillard: bester Schauspieler
- 1999: Mar del Plata Film Festival, FIPRESCI-Award, Special-Mention, James Merendino: bester Film
- 2000 war James Merendino für den Independent Spirit Award in der Kategorie bestes Drehbuch nominiert.

## Soundtrack
Im Film werden exemplarisch Punk-Songs verwendet, stellenweise auch klassische Musik. Diese ist auf dem offiziellen Soundtrack aber nicht enthalten.
1. ECP – Fuck off and die
2. The Suicide Machines – I Never Promised You a Rose Garden
3. The Exploited – Sex and Violence
4. Fear – I Love Living in the City
5. The Stooges – 1969
6. The Specials – Too Hot
7. Ramones – Cretin Hop
8. Blondie – Dreaming
9. Generation X – Kiss Me Deadly
10. The Velvet Underground – Rock and Roll
11. Moondog – Gasoline Rain
12. Fifi – Mirror in the Bathroom
13. Adolescents – Amoeba
14. The Dead Kennedys – Kill the Poor
15. The Vandals – Urban Struggle
16. Adam & The Ants – Beat my Guest
17. Eight Bucks Experiment – One of these Days (Fuck off and Die)
18. Beethoven – Moonlight Sonate
19. Holistic Olive – Wrech We ‘Em’
20. The Stooges – We Will Fall
21. Minor Threat – Look back and Laugh

## Fortsetzung
Für 2014 war mit Punk’s Dead: SLC Punk! 2 eine Fortsetzung geplant, bei der erneut James Merendino die Regie übernehmen wird. Ersten Informationen zufolge spielt die Handlung 18 Jahre nach dem ersten Teil, im Jahre 2003. Der Film erschien letztendlich 2016.